# Keeno
Keeno, pseudonimo di Will Keen (26 febbraio 1994), è un disc jockey, polistrumentista e produttore discografico britannico.
Dal 2013 sotto contratto con la Med School Music (sottoetichetta della più famosa Hospital Records), il suo genere si particolarizza per essere un mix di drum and bass e musica classica.

## Discografia

### Album in studio
| Anno | Titolo | Classifiche | Classifiche |
| Anno | Titolo | UK          | UK Dance    |
| ---- | --- | ----------- | ----------- |
| 2014 | Life Cycle - Pubblicato: 30 giugno - Etichetta: Med School Music - Formati: CD, LP, download digitale                 | 198         | 13          |
| 2016 | Futurist - Pubblicato: 26 febbraio - Etichetta: Med School Music - Formati: CD, LP, download digitale                 | —           | 18          |
| 2017 | All The Shimmering Things - Pubblicato: 3 novembre - Etichetta: Med School Music - Formati: CD, LP, download digitale | —           | 5           |

### EP
- 2012 – Sweetest Sin
- 2013 – Nocturne
- 2015 – Preludes
- 2017 – Music for Orchestra: Drums & Bass

### Singoli
- 2010 – Winding/Hurt
- 2011 – The View/You Know That Feelin' When
- 2012 – Rephrase & Rewind (feat. Fifi Smart)
- 2013 – Little Son
- 2013 – Tinderbox
- 2017 – All The Shimmering Things
- 2017 – Light Cascading (feat. Becca Jane Grey)
- 2017 – Cosmic Creeper